# Caffè Camparino

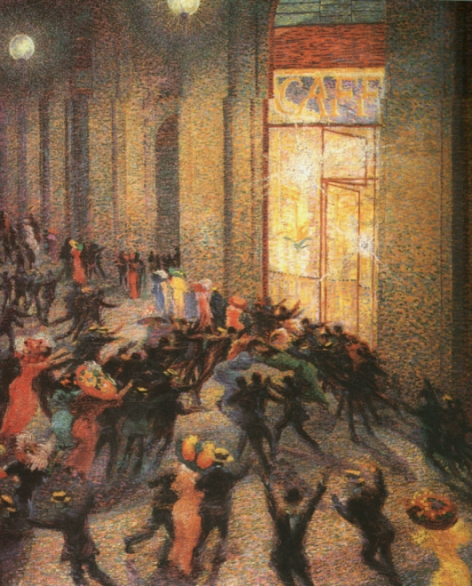
I locali del caffè così come rappresentati nel dipinto Rissa in galleria di Umberto Boccioni, dipinto cinque anni prima dell'apertura.

Il Caffè Camparino è un celebre bar situato a Milano, in Galleria Vittorio Emanuele II, sull'angolo verso Piazza Duomo. Fa parte dei Locali storici d'Italia.

## Storia
Nel 1867 Gaspare Campari si insedia con abitazione, ristorante e bottiglieria nell'appena inaugurata Galleria Vittorio Emanuele II e nel 1915 il figlio Davide apre, sull'angolo opposto, il bar Camparino i cui interni furono rinnovati nel 1923 da Eugenio Quarti, Alessandro Mazzucotelli e decorati dal pittore Angiolo d'Andrea.
Nelle notti del 13 e del 15 agosto 1943 la Galleria è colpita dai bombardamenti aerei degli Alleati. Nello stesso anno la licenza del bar-caffè è rilevata da Guglielmo Miani, un sarto pugliese arrivato a Milano nel 1922.
Nell'ottobre 1983 viene sottoscritto un accordo fra la Davide Campari-Milano e la esercizi Galleria S.a.S. con il quale viene concesso la facoltà di utilizzare il nome "Camparino" come insegna del bar-caffè sito in Galleria. L'accordo verrà rinnovato il 3 dicembre 1990 e cesserà il 30 gennaio 1996.
Nel 1990 il bar viene ampliato, incorporando anche i locali dell'ex Libreria dello Stato. Il 3 gennaio 2012 dopo 16 anni ritorna in Galleria l'insegna del Camparino, firmata da Ugo Nespolo.

## Danni
Oltre al bombardamento nell'ambito della Seconda guerra mondiale, nel corso della sua storia il Caffè Camparino ha subito per 87 volte danni alle vetrine nel corso delle manifestazioni politiche di vari orientamenti, che da sempre prediligono la centralissima piazza Duomo.